# Vesícula sináptica
Las vesículas sinápticas son microscópicas esferas formadas por membrana plasmática que se ubican en el extremo de los axones de las neuronas del sistema nervioso. 
Su función es concentrar, contener y secretar una sustancia llamada neurotransmisor. 

## Estructura
Las vesículas sinápticas (VS) son cuerpos esferoides que se ubican en el botón terminal presináptico del axón de la neurona. 

### Ultraestructura
Las VS son orgánulos que poseen un diámetro aproximado de 40 nanómetros (nm). Están envueltas por una membrana con bicapa lipídica (unidad de membrana).

Se han descrito dos tipos de vesículas: las pequeñas son claras, tienen un diámetro de alrededor de 50 nm y las grandes son de centro denso y tienen entre 70-200 nm de diámetro.

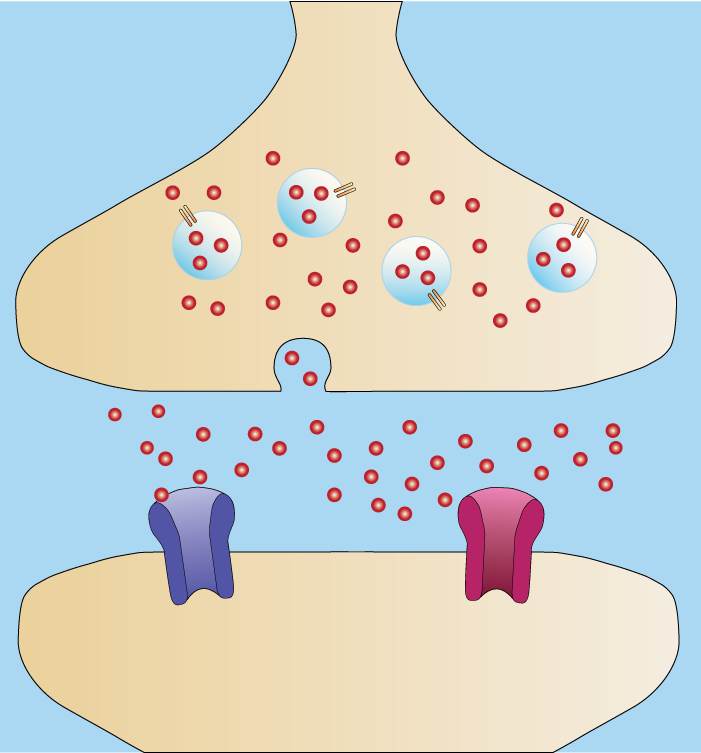
Neurotransmisor como puntos rojos. Vesículas en blanco.

### Origen
Las vesículas sinápticas se forman a partir de las cisternas de la cara trans del complejo de Golgi, son ricas en hidrogeniones, necesarios para la internalización de los neurotransmisores.

## Función
Las vesículas sinápticas (VS) son orgánulos de las neuronas especializados en la concentración, el almacenamiento y la secreción de neurotransmisores.

## Fisiología
Cuando el terminal sináptico recibe el estímulo eléctrico propagado a lo largo del axón, las membranas que encierran las vesículas sinápticas (VS) se fusionan con la membrana presináptica para liberar la sustancia neurotransmisora.

Las VS deben ser repuestas constantemente para lograr las altas tasas de liberación de neurotransmisores, que necesitan las sinapsis para mantener la función nerviosa.
Existen al menos cuatro formas de obtención de las VS:
- El proceso llamado «kiss-and-run», mediante el cual las SV de 40-50  nanómetros (nm) se fusionan solamente de forma muy transitoria con la membrana presináptica sin colapsar en ella, permite que las SV se reformen mediante el cierre inmediato del poro de fusión.[5]
- El mecanismo de endocitosis de la VS directamente desde la membrana plasmática presináptica.
- El proceso de la «ultrafast endocytosis» endocitosis ultrarrápida que invagina la membrana para formar una gran vesícula endocítica de ∼80 nm.
- El mecanismo de la «bulk endocytosis»  endocitosis masiva (a granel) dependiente de la actividad, en las que las SV se regeneran a partir de la membrana internalizada y los endosomas sinápticos, recupera grandes áreas de la membrana para formar endosomas intracelulares de ∼150 nm.[6]
- El proceso de creación «de novo» de VS nuevas se realiza en el aparato de Golgi de la neurona.

Los transportadores presentes en la membrana de estas vesículas se encargan de introducir el neurotransmisor al interior de ellas. Uno de los transportadores, la ATPasa vesicular, V-ATPasa, genera un gradiente de protones a través de la membrana vesicular.

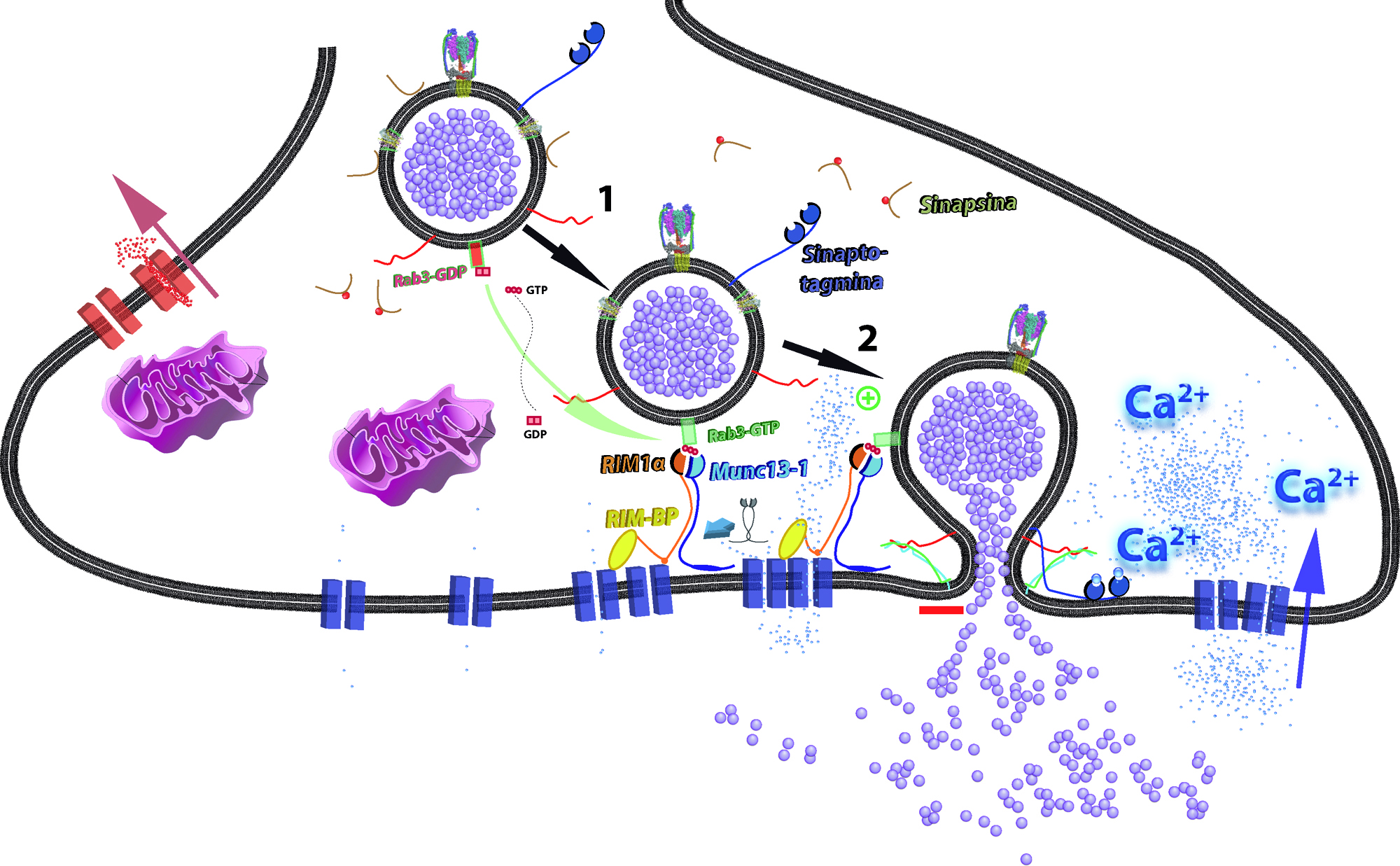
Posicionamiento y preparación de las vesículas sinápticas dentro de una Zona activa.